# Conseil des vallées Snowy
Le conseil des vallées Snowy (en anglais : Snowy Valleys Council) est une zone d'administration locale située dans l'État de Nouvelle-Galles du Sud en Australie, dont le siège est Tumut.

## Géographie
Le conseil s'étend sur 8 960 km2 dans le sud-est de la Nouvelle-Galles du Sud. Il est limitrophe du Territoire de la capitale australienne au nord-est et de l'État de Victoria au sud.

### Villes et villages
Il comprend les villes d'Adelong, Batlow, Tumbarumba et Tumut, ainsi que les localités de Brindabella, Brungle, Cabramurra, Gilmore, Grahamstown, Gocup, Jingellic, Khancoban, Killimicat, Little River, Rosewood, Talbingo, Tooma, Wondalga et Yarrangobilly.

## Historique
La zone d'administration locale est créée le 12 mai 2016 par la fusion des comtés de Tumbarumba et de Tumut. Un administrateur provisoire est nommé pour gérer le conseil en attendant les premières élections.

## Démographie
| 2016   | 2021   |
| ------ | ------ |
| 14 395 | 14 891 |

## Politique et administration
Le conseil municipal comprend neuf membres élus pour un mandat de quatre ans, qui à leur tour élisent le maire pour deux ans. Lors des élections du 4 décembre 2021, neuf indépendants sont élus.

### Liste des maires
| Période           | Période         | Identité      | Étiquette   | Qualité        |
| ----------------- | --------------- | ------------- | ----------- | -------------- |
| 12 mai 2016       | septembre 2017  | Paul Sullivan |             | Administrateur |
| 28 septembre 2017 | 11 janvier 2022 | James Hayes   | Indépendant |                |
| 11 janvier 2022   | en cours        | Ian Chaffey   | Indépendant |                |

La zone est rattachée à la circonscription d'Eden-Monaro pour les élections fédérales et à celles d'Albury et Wagga Wagga pour les élections à l'Assemblée législative de Nouvelle-Galles du Sud.